# Distretto di Ojyl
Il distretto di Ojyl (in kazako: Ойыл ауданы) è un distretto (audan) del Kazakistan con  capoluogo Ojyl.